# ACE Nr. 1a bis 8a
Die Lokomotiven Nr. 1a bis 8a wurden 1881 von der Altdamm-Colberger Eisenbahn-Gesellschaft beschafft. Die zweifach gekuppelten Lokomotiven waren bis 1917 vor allem bei der Preußischen Staatseisenbahn im Einsatz.

## Geschichte
Für die von ihr betriebenen Altdamm-Colberger Eisenbahn beschaffte die Lenz & Co. von der Vulcan acht Lokomotiven.
Die Lokomotive Nr. 1 wurde 1888 an die Wismar-Rostocker Eisenbahn abgegeben. Dort erhielt sie die Nummer 15. Nach der Übernahme dieser Bahngesellschaft durch die Großherzogliche Friedrich-Franz-Eisenbahn wurde die Maschine in die Gattung XIV eingeordnet und erhielt die Bahnnummer 124. Ab 1895 bekam sie die Bahnnummer 515 und wurde ab 1910 in die Gattung T 2 einsortiert. 1914 wurde sie ausgemustert.
Die übrigen Lokomotiven gelangten mit der Verstaatlichung der Altdamm-Colberger Eisenbahn zur preußischen Staatsbahn. Bei der Eisenbahndirektion Stettin erhielten sie die Nummern 1641 bis 1647. Die Lokomotive 1641 wurde 1906 an die Kleinbahn Casekow–Penkun–Oder abgegeben. Dort war sie bis 1917 als Nummer 7 im Einsatz.
Im ab 1906 gültigen Bezeichnungsplan wurden die Lokomotiven in die Gattung T 2 einsortiert und in den Nummernbereich Stettin 6010 bis 6014. Die Lokomotive 4 a (Stettin 1643, 6011) wurde 1908 zur Eisenbahndirektion Elberfeld versetzt, wo sie die Nummer 6001 erhielt. Die bei den preußischen Bahnen verbliebenen Lokomotiven wurden bis 1910 ausgemustert.

## Konstruktive Merkmale
Die Lokomotiven verfügten über einen innenliegenden Blechrahmen. Der Langkessel bestand aus zwei Schüssen. Auf dem vorderen Kesselschuss saß der Dampfdom mit dem Sicherheitsventil.
Das außenliegende waagerecht angeordnete Zweizylinder-Naßdampftriebwerk arbeitete auf den hinteren Radsatz. Die Schieberkästen waren über den Zylindern angebracht. Die außenliegende Allan-Steuerung hatte gekreuzte Exzenterstangen.
Die Federung erfolgte durch über den Achssätzen liegenden Blattfederpaketen. Die Schleifer-Druckluftbremse wirkte beidseitig auf den hinteren Radsatz.
Der Sandkasten saß auf dem hinteren Kesselschuss und sandete zwischen beide Achsen. Der Kohlevorrat war in Behältern vor dem Führerhaus untergebracht. Die davorliegenden Wasserkästen reichten bis zur Rauchkammer.